# Une tête de Berbère
Une tête de Berbère est une œuvre marquante de Maurice de Bus, un peintre et sculpteur français du XIXe siècle. Cette pièce illustre la fascination de l'artiste pour les cultures orientales et les portraits ethnographiques.